# Čkalovsk (Oblast' di Nižnij Novgorod)
Čkalovsk  in russo Чкаловск ? è una città della Russia europea centro-orientale, nell'oblast' di Nižnij Novgorod, centro amministrativo dell'omonimo circondario urbano. Sorge sulle sponde del Bacino di Gor'kij e dista circa 100 km da Nižnij Novgorod.
Nota dal XII secolo, fino al 1937 si chiamava Vasilëvo, poi assunse la denominazione attuale in onore di Valerij Pavlovič Čkalov. Ha ricevuto lo status di città nel 1955 ed era fino al 2015 capoluogo del Čkalovskij rajon.